# Crljivica
Crljivica je arheološki lokalitet između Ciste Provo i Ciste Velike. Pod zaštitom je UNESCO-a.

## Zemljopisni položaj
Nalazi se uz državnu cestu D60, između Ciste Velike i Ciste Provo (između Trilja i Imotskog), u dužini od oko 200 metara. Državna cesta D60 dijeli ovaj veliki kompleks promjera 200 x 30 metara na dva dijela, Mala Crljivica - južno i Velika Crljivica - sjeverno od ceste. 

## Povijest
Radi se o kompleksnoj arheološkoj zoni koji ima tri faze razvoja. Prva faza su tri brončanodobna tumula (Velika i Mala Crljivica), druga faza je trasa antičke ceste Salona - Tilurij - Nove - Narona, a treća faza je srednjovjekovno groblje s više od 80 stećaka koje se razvilo na spomenutim tumulima. Južno od Velike Crljivice nalazi se vrtača sa sedam bunara datiranih u srednji vijek. Nastala od 2000. pr. Kr. do 1500. godine.
Dvije su gromile iz brončanog razdoblja, između kojih je kasnije prolazila starorimska cesta Salona - Tilurium - Novae - Narona, a koja je u 20. stoljeću pretvorena u današnju modernu cestu.
| Stećak s prikazom križa i žene |  | Stećak s prikazom križa i žene |
| Stećak s prikazom križa i žene |  | Srednjovjekovni bunari         |

Crljivica je najbrojnija skupina stećaka u Dalmaciji, tj. Hrvatskoj. Ovo staro groblje obiluje dobro sačuvanim stećcima iz 14. i 15. stoljeća. Od ukupno oko 90 spomenika pronađeno je 16 stećaka-sarkofaga, 56 sanduka i 15 u obliku ploča. Svi su oni uglavnom ukrašeni običnom ornamentikom koja se može pronaći na stećcima u okolici, to su uglavnom križevi svih vrsta, antropomorfni ljiljani, prizori lova, kola, dvoboja, različitih biljnih motiva, polumjeseca, zvijezda i sl. Na dva su dijelom sačuvani natpisi na arvatici koji spominju imena Jerko i Vladna Kustražić (jedan od njih je danas u Hrvatskom arheološkom muzeju u Splitu).
Južno od Velike Crljivice nalazi se sedam velikih krških bunara koji datiraju iz srednjeg vijeka ili ranije. Do druge polovice 20. stoljeća služili su kao izvori pitke vode i pojila za stoku, nakon čega su bili zapušteni i prepušteni urušavanju. Skupina mještana je 1990. organizirala njihovo čišćenje i uređenje. Obzidi bunara ojačani su betonom, a na zapadnoj gomili Velike Crljivice postavljen je drveni križ. Nekoliko je stećaka ugrađeno u obzide, među kojima i oni s izvornim reljefnim ukrasima; na jednom kamenom bloku vidljive su dvije rozete, a na drugom uklesan je nadnevak 28. M 1779. godine, vjerojatno datum posljednjeg obzidavanja.  Iako za to nema materijalnih dokaza, pretpostavlja se kako su u istoj vrtači bunari postojali već tijekom rimske vladavine, dok je prirodna lokva zasigurno služila i prapovijesnim stanovnicima. ↓1
Pri čišćenju obližnjih bunara pronađen je jedan omanji stećak za koji se veže jedna legenda: „narod je bježeći od Turaka gomilom kamenja zasuo crkvu koja se tu nalazila. U njoj su zakopani vrijedno crkveno ruho i kaleži zajedno s jednim zvončićem. No, tu se ne smije kopati jer bi onoga tko bi kopao zadesila bolest, a njegove usjeve tuča. Svake godine se noću od Duhova do Sv. Ante iz te gomile čuje zvonce”. Sve u svemu, cjeloviti kompleks je jedinstveno mjesto koje se razvilo uz izvor vode na važnom komunikacijskom putu Zagore.

### Crljivica istok
Uz glavnu cestu na Velikoj Crljivici sa sjeverne strane nalazi se ostatak prapovijesne gomile, raskopavane više puta: radi kasnosrednjovjekovnih i novovjekovnih ukapanja, građenja suhozida, širenja ceste sredinom sedamdesetih godina dvadesetog stoljeća, te 1991.-1992. godine, prilikom polaganja telekomunikacijskog kabela. Sudeći prema ostacima, baza gomile bila je približno kružnog oblika, promjera oko 15 metara, dok sačuvana visina ne prelazi 1,10 metara. Osnova oblikovanja bio je obodni kružni vijenac od tankih nepravilnih ploča položenih na liticu. Njegov je ostatak pronađen na istočnoj strani sačuvanog dijela. Jezgra gomile raznesena je ranije, kao i mogući prapovijesni grobovi. Dva pronađena ulomka prapovijesnih keramičkih posuda bez ukrasa svjedoče o njezinoj starosti.

### Crljivica-Zgon
Lokalitet se nalazi sjeverno od ceste, zapadno od ograđene parcele sa stećcima, također u sklopu Velike Crljivice. Prilikom arheološkog zahvata 2004. istraženo je 17 grobova orijentiranih približno pravcem sjeverozapad-jugoistok, obzidanih i pokrivenih nepravilnim pločama vapnenca. Grobovi datiraju iz doba osmanske vladavine ili nedugo nakon oslobođenja Imotske krajine od Turaka. Nalaz primjerka novca rimskog cara Aurelijana nad poklopnicama jednoga groba svjedoči i o povremenoj nazočnosti antičkih stanovnika na Velikoj Crljivici.

## Zaštita
Područje je arheološka zona koja je zaštićena. Pod oznakom Z-3011 zavedena je kao nepokretno kulturno dobro - kulturno-povijesna cjelina, pravna statusa zaštićena kulturnog dobra, klasificirano kao "arheološka baština". Pod UNESCO-ovom je zaštitom kao dio zajedničke baštine Hrvatske, Bosne i Hercegovine, Crne Gore i Srbije.